# 愛知県道50号名古屋碧南線
愛知県道50号名古屋碧南線（あいちけんどう50ごう なごやへきなんせん）とは、愛知県名古屋市から大府市、刈谷市、高浜市を通って碧南市に至る主要地方道である。
途中に国道23号共和インターチェンジ（伊勢湾岸自動車道名古屋南インター）などがある。

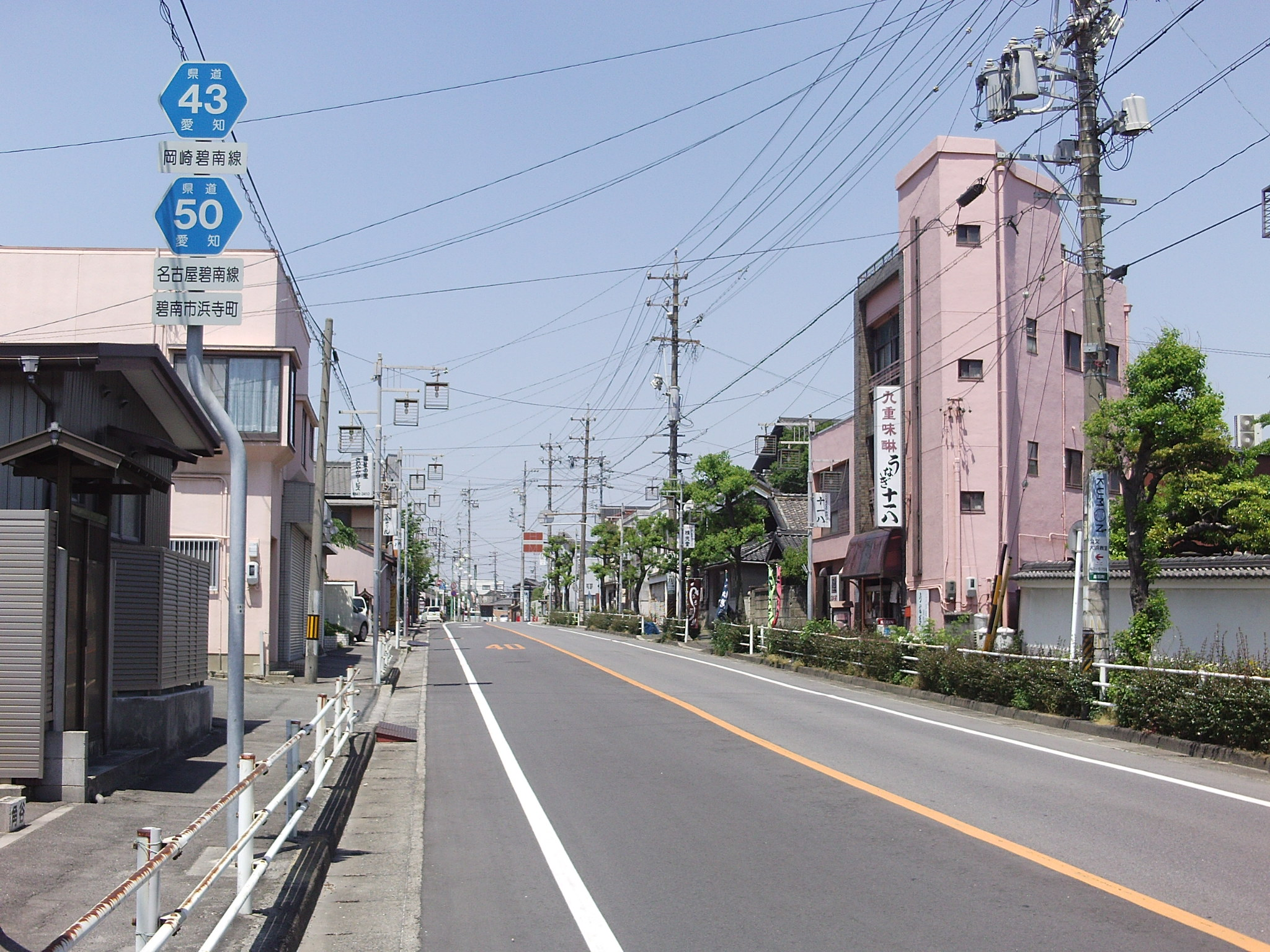
旧大浜町の街道筋。愛知県道43号岡崎碧南線との重複区間。（碧南市浜寺町）

## 沿革
- 1956年4月14日 認定

## 通過する自治体
- 愛知県
  - 名古屋市（緑区） - 大府市 - 知多郡東浦町 - 刈谷市 - 高浜市 - 碧南市

## 主な接続道路
- 国道1号（京田交差点）
- 愛知県道23号東浦名古屋線（中屋敷交差点）
- 国道23号（名四国道）（共和IC）
- 愛知県道243号東海緑線（共栄町交差点）
- 愛知県道248号名和大府線（桃山町1丁目交差点）
- 愛知県道253号横根大府線（桃山町5丁目交差点）
- 国道155号・愛知県道57号瀬戸大府東海線（若草町3丁目交差点 - 中央町7丁目交差点で重複）
- 愛知県道246号刈谷大府線（若草町3丁目交差点 - 朝日町6丁目交差点で重複）
- 国道366号（師崎街道）（緒川北交差点- 下家左川交差点で重複）
- 愛知県道51号知立東浦線（刈谷街道）（司町交差点 - 港町交差点で重複）
- 愛知県道296号小垣江安城線（小垣江町本郷下交差点）
- 愛知県道299号南中根小垣江線（小垣江町古浜田交差点）
- 愛知県道304号碧南高浜環状線（高浜市新田町地内）
- 国道419号（竜田公園南交差点）
- 愛知県道474号三河高浜停車場線（三河高浜駅西交差点）
- 愛知県道47号岡崎半田線（高浜市役所東交差点）
- 愛知県道46号西尾知多線（高浜市役所南交差点 - 横浜橋北交差点で重複）
- 愛知県道475号北新川停車場線（大久手交差点）
- 愛知県道301号西尾新川港線（新川中央病院北交差点、松江町交差点）
- 愛知県道302号新川町停車場線（新川交差点）
- 愛知県道295号道場山安城線（道場山町交差点）
- 愛知県道43号岡崎碧南線（道場山町交差点 - 港橋北交差点で重複）
- 愛知県道45号安城碧南線（新須磨交差点）
- 愛知県道306号大浜港線（港橋北交差点 - 大浜小学校北交差点で重複）
- 国道247号（大浜小学校北交差点）

## 沿線周辺
- JR東海道線 大高駅
- 大高緑地
- イオンモール大高
- JR東海道本線 南大高駅
- 水主ヶ池公園
- 豊田自動織機共和工場
- JR東海道線 共和駅
- 大府市役所
- JR武豊線 尾張森岡駅、緒川駅
- 境川（境川橋）
- 刈谷自動車学校
- 名鉄三河線 小垣江駅 - 碧南駅の各駅
- 衣浦港
- 大山緑地
- 高浜市役所
- ピアゴ碧南店
- 衣浦トンネル

## 別名
- 師崎街道（大府市、東浦町）
- 旧国道366号（東浦町）
- 大浜街道（名古屋市）